# Santa Maria de la Serra de Castellar
Santa Maria de la Serra de Castellar és una església del municipi d'Oliola (Noguera) inclosa en l'Inventari del Patrimoni Arquitectònic de Catalunya. És situada a uns 200 m a llevant de la masia de Castellar a la carena de la Serra del Castellar, entre els termes de Ponts i Vilanova de l'Aguda. L'església es coneix també amb el nom de Mare de Déu del Roser.

## Història
Contrast a el conjunt d'elements d'època medieval amb l'escassetat de notícies històriques. El lloc era conegut o estava integrat en el Terme Forà de Ponts o Terme de Ponts i això permet identificar aquesta església amb la de Santa Maria de «ipsa Serra de Ponts» a la qual Adelaida, muller de Ponç Dalmau, va llegar dos mancusos en el seu testament en un any desconegut però que cal situar entre el 1080 i el 1100. Aquesta menció seria contradictòria amb l'edifici que ha pervingut que es pot considerar una obra del segle xii amb reformes posteriors però cal pensar que l'església actual substitueix un edifici anterior, bastit el segle xi.

## Arquitectura

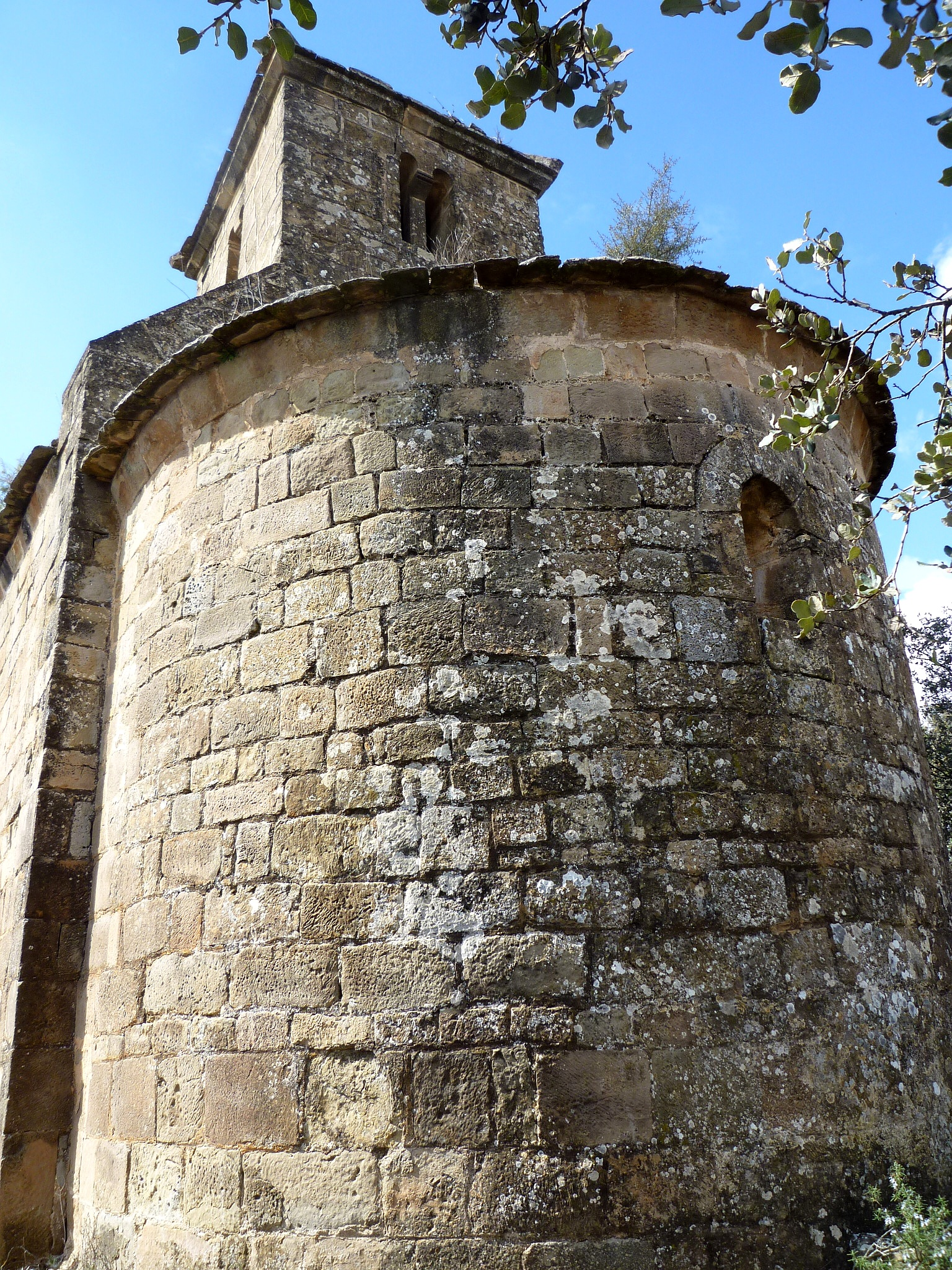
Absis. Al centre, finestra de doble esqueixada (2013)

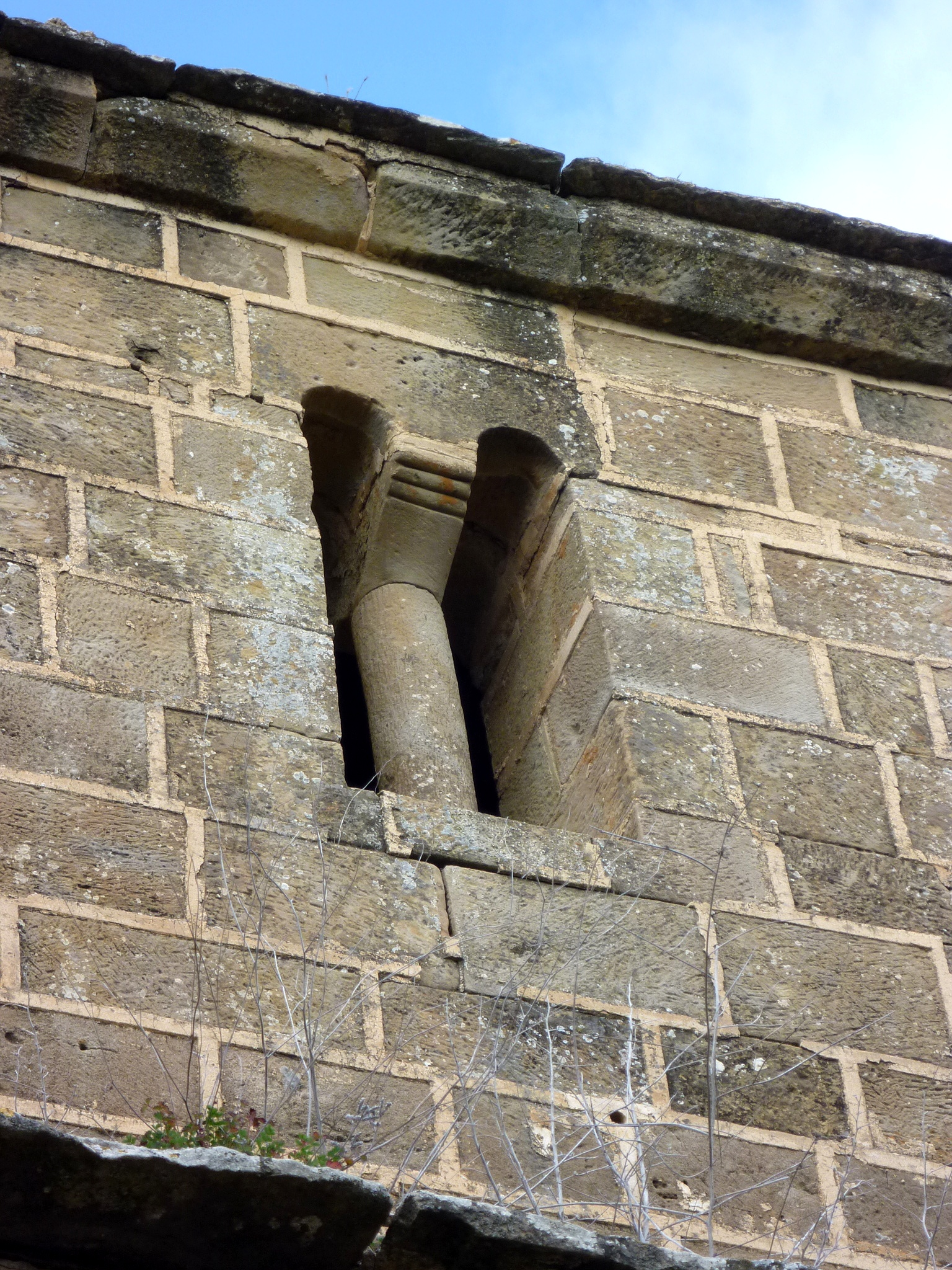
Finestra geminada del campanar (2013)

Edifici d'una sola nau, coberta amb volta de canó de perfil semicircular, reforçada per dos arcs torals sense pilars. El més proper a llevant conserva la imposta amb una simple motllura bisellada. La nau és capçada a llevant per un absis semicircular precedit d'un arc presbiteral molt desfigurat per un envà que tanca l'absis convertit en sagristia. La porta original s'obre a la façana sud, resolta amb un arc de mig punt i avui cegada. A ponent s'hi obre la porta actual també resolta amb un arc de mig punt de dovelles ben tallades on figura la data 1737 que deu correspondre a la seva obertura i a la reforma interior de l'església, arrebossada, el tancament de l'absis i la construcció del cor adossat a ponent. Al centre de l'absis hi ha una finestra d'esqueixada doble, del mateix tipus que les dues de la façana sud i la quarta de la façana nord. Les dues darreres tenen l'arc tallat en un sol carreu. A ponent hi ha una finestra cruciforme obrada amb gran perfecció. A l'extrem de llevant de la nau, el campanar de torre de planta quadrada amb una finestra geminada oberta a cada façana.
Les façanes són mancades d'ornamentació, llevat de la de les finestres i un ràfec format per una senzilla motllura bisellada. L'aparell, de carreus ben tallats i disposats en filades regulars. En la façana de ponent el parament és més irregular però els carreus presenten un treball més acurat, amb alguns elements encoixinats. Sembla que aquesta façana fou realitzada per uns altres artífexs, o reformada.
En el seu conjunt, l'edifici pot considerar-se com una obra característica de les formes constructives de l'arquitectura catalana del segle xii.